# Parasteatoda valoka
Parasteatoda valoka là một loài nhện trong họ Theridiidae.
Loài này thuộc chi Parasteatoda. Parasteatoda valoka được Pater Chrysanthus miêu tả năm 1975.